# Врата дома смерти
Врата дома смерти (англ. Deadhouse Gates, в русском переводе также «Врата смерти», «Врата мёртвого дома») — фантастический роман канадского писателя Стивена Эриксона, вторая книга в серии «Малазанская книга павших».
В столице Малазанской империи проходит «чистка» среди знати. Амбициозная аристократка Тавора выдает имперским службам безопасности свою сестру Фелисину; вместе с бывшим служителем бога-кабана Фенера — Гебориком — Фелисина попадает на каторгу, в копи Отатарала, где добывают необычную руду, способную гасить любое колдовство.
В это время в древнем Семиградии готовится восстание против Малазанской империи: во главе его должна стать пророчица Ша’ик, которая скрывается в священной пустыне Рараку. Герои первой книги — наёмный убийца Калам, Фиддлер (Скрипач), бывший вор Крокус и дочь рыбака Апсалара, решившие убить императрицу Ласин, — пробираясь через Семиградие в столицу Империи, оказываются в гуще событий. Сюда же, в пустыню Рараку, прибыл полубессмертный путешественник Икарий и его спутник Маппо; Икарий, потерявший память, надеется найти ключи к своему прошлому.
Командование имперскими войсками в Семиградии получено варвару Колтэйну. В его штаб входят таинственный жрец Маллик Рел и имперский историк Дукер. Дукер хочет освободить своего друга Геборика с каторги. Геборику, Фелисине и бывшему уголовнику Баудину удаётся бежать. Но восстание — «вихрь Дриджны» — уже началось. Всем малазанцам и их сторонникам в Семиградии грозит физическое истребление от рук фанатиков. Колтэйн берёт на себя невозможную задачу — спасти десятки тысяч беженцев и провести их по безводной степи к малазанской цитадели Арен…